# Clitunno (rzeka)

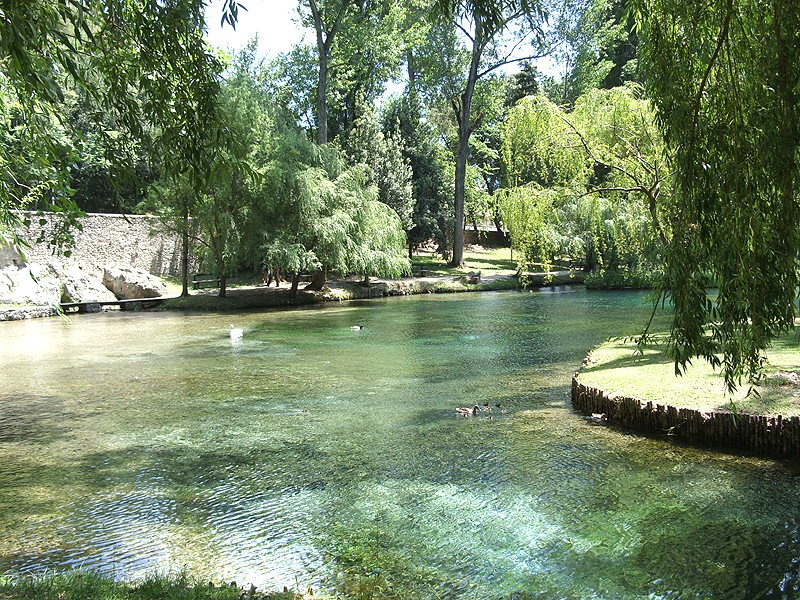
Źródła Clitunna

Clitunno – włoska rzeka długości 60. kilometrów, płynąca przez Umbrię.
Bierze początek w Campello sul Clitunno, po czym przepływa przez Pissignano, Trevi i Bevagnę. W pobliżu Cannary wpada do rzeki Topino, która z kolei uchodzi do Chiascio, będącego dopływem Tybru. W starożytności Clitunno było znane pod łacińską nazwą Clitumnus, później także jako Clitumno, od imienia bóstwa opiekuńczego, któremu w pobliżu źródeł wzniesiono świątynię.
O malowniczym otoczeniu rzeki i jej krystalicznie czystych wodach wspominało wielu antycznych poetów, między innymi Wergiliusz (Georgiki, księga II), Propercjusz (elegia XIX), Publiusz Papiniusz Stacjusz (ekloga IV) i Juwenalis (satyra XII). W czasach nowożytnych o Clitunnie pisali Thomas Babington Macaulay (Lays of Ancient Rome – Pieśni starożytnego Rzymu), George Byron (IV księga Wędrówek Childe Harolda), a zwłaszcza Giosuè Carducci, którego wiersz U źródeł Klitumna (Alle fonti del Clitumno) należy do najpopularniejszych utworów tomu Ody barbarzyńskie.
Z korespondencji Pliniusza Młodszego wynika, że w okresie cesarstwa Clitunno było rzeką żeglowną, na której brzegach wznoszono okazałe wille. Później, najprawdopodobniej na skutek trzęsienia ziemi, koryto rzeki znacznie się spłyciło. W roku 1852 w pobliżu źródeł założono park i utworzono sztuczne jezioro.